# Lepyronia angulata
Lepyronia angulata är en insektsart som beskrevs av Victor Lallemand och Synave 1955. Lepyronia angulata ingår i släktet Lepyronia och familjen spottstritar. Inga underarter finns listade i Catalogue of Life.